# Prélude et fugue en la mineur (BWV 889)
Le Clavier bien tempéré II
Pour un article plus général, voir Le Clavier bien tempéré.
Le prélude et fugue en la mineur, BWV 889 est le vingtième prélude et fugue du second livre du Clavier bien tempéré de Jean-Sébastien Bach, compilé de 1739 à 1744.
Le prélude, à la fois sensible, capricieux et intrigant est une invention chromatique à deux voix, à l'effet de miroir entre les deux parties de la pièce. Il prépare à une courte fugue au dramatisme énergique, presque agressif et au sujet vindicatif.

## Prélude
Le prélude, noté , comprend 32 mesures et est structuré en deux sections, AA – BB.
La forme est une invention à deux voix, conduite un peu froidement : les deux thèmes chromatiques descendants sont présentés à la première mesure et se partagent inversés entre les mains dès la seconde mesure. À la troisième, le matériau est clairement apparenté. Puis reviennent (mesure 4) les thèmes, changeant de main à la mesure suivante. Le prélude entier est construit sur ce jeu mathématique. La fin de A à la dominante, se fait dans une descente de gammes sur deux octaves.
À la césure, exactement placée à la moitié, effet de miroir en parfaite symétrie : les thèmes s'échangent toujours entre les mains, avec les thèmes renversés (cette fois le chromatisme monte). Bach conclut par un trait de virtuosité montant,.
Cette construction en mosaïque symétrique évoque la fugue en mi mineur du premier livre et l’Invention en ut mineur. Un parallélisme se retrouve également dans les quatre Duetti, au même contrepoint chromatique.

## Fugue
La fugue à trois voix, est notée  et totalise 29 mesures.
Le sujet est le seul du livre II qui module à la dominante. Particularité encore : passé l'exposition, il ne revient jamais sous sa forme initiale tout au long de ses 29 mesures ; sa queue est modifiée, ou il se limite à ses quatre noires vindicatives en intervalles brisés, avec sa septième diminuée. Certains commentateurs (Ludwig Czaczkes) le limitent donc à ces noires s'appuyant sur les mesures 11–13, 19–20 et 23–24.
Les points ne figurent pas sur le manuscrit de 1722, mais sur la copie de Kirnberger (accents) et celle de Schwencke (points).
Cette fugue n'est qu'une saute d'humeur, une tempête de l'âme : « elle ne met en scène qu'un seul homme et il vocifère ». « On ne peut la jouer qu'agressive ». La construction est aussi peu scolaire que possible. Le contre-sujet, très important ici, apporte cette énergie volubile qui traverse l'œuvre entière. Étonnant passage (mesure 19–23) où la main gauche n'est que trille et « ne veut plus le lâcher, le monte par paliers, comme un trépignement, sur deux octaves et demie, et redégringole en gromelant ».
Après le retour du sujet dans les deux dernières mesures, l'accord de conclusion est parfois noté en mineur (Tovey), mais il devrait faire chanter le do-dièse.
Quelques variantes sont présentes aussi chez Altnikol, notamment pour la mesure 6, facilitant le texte.

## Manuscrits
Les manuscrits considérés comme les plus importants sont de la main de Bach lui-même ou d'Anna Magdalena. Ils sont :
- source « A », British Library Londres (Add. MS. 35 021), compilé dans les années 1739–1742[8]. Comprend 21 paires de préludes et fugues : il manque  ut  mineur, ré majeur et fa mineur (4, 5 et 12), perdues[8] ;
- source « B », Bibliothèque d'État de Berlin (P 430), copie datée de 1744, destinée à Johann Christoph Altnikol[9].

## Postérité
Les premières notes du sujet sont le facteur déterminant d'une œuvre fuguée, de toute la structure, à la fois mélodique et harmonique. Ici, il s'agit d'une formule commune à nombre de compositeurs des XVIIe – XVIIIe siècle, mais chaque œuvre en fait un traitement entièrement différent.
Le sujet est présent dans Le Messie (1741) de Haendel : « And with his stripes we are healed » (no 25), une fugue chorale dans le stile antico. Il n'est  avéré aucune influence quelconque, les styles étant trop différents.
Le sujet de la fugue se retrouve notamment dans le finale du quatuor en fa mineur, op. 20 no 5 (Hob.III:35) de Haydn. Dans le Requiem de Mozart, etc.
Théodore Dubois en a réalisé une version pour piano à quatre mains, publiée en 1914.